# Victor van Marseille
Sint-Victor van Marseille (overleden ca. 290) was een christelijke martelaar. Hij is de patroonheilige van de korenmolenaars. Zijn naamdag is 21 juli.

## Leven
Sint-Victor van Marseille leefde aan het eind van de 3e eeuw en was officier in het Romeinse leger. Hij was een christen die anderen opriep om het christelijk geloof uit te dragen bij een eventueel bezoek van keizer Maximianus. Om deze reden werd hij gevangengezet, maar hij bekeerde zijn bewakers Alexander, Felicianus en Longinus. Hiervoor werd hij voorgeleid voor de prefecten Asterius en Eutichius. Victor weigerde bij herhaling te offeren aan de Romeinse goden die hij afgoden noemde. Hij schopte een beeld van de Romeinse god Jupiter omver. Voor deze godslastering werd zijn voet afgehakt.

## Overlijden

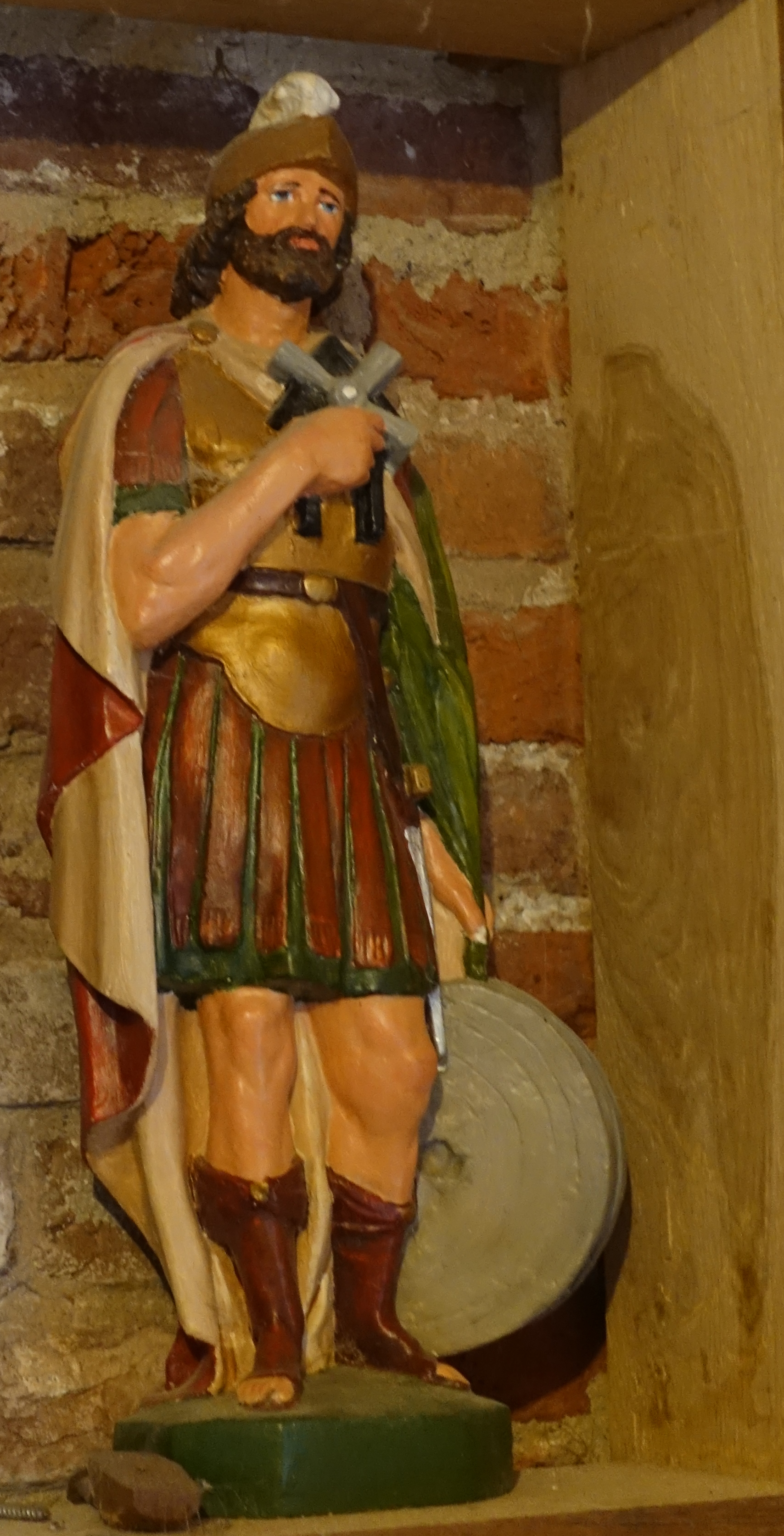
Sint Victor wordt meestal afgebeeld als Romeinse soldaat met een molen in zijn hand. (Molen de Valk, Montfoort)

Hij werd op 21 juli door Euticius ter dood veroordeeld door middel van verbrijzeling tussen twee molenstenen. De legende wil, dat er bij de terechtstelling een groot wonder geschiedde: het lichaam van Sint Victor doet de molenstenen breken. Uiteindelijk werd hij onthoofd. Na zijn dood stalen de christenen uit Marseille het lichaam van Victor en begroeven het in een grot.
Na zijn dood vonden in de grot waarin zijn stoffelijke resten werden bewaard, enkele wonderen plaats. Zijn relikwieën zijn overgebracht naar de abdij Saint-Victor in Marseille. Tegenwoordig worden ze bewaard in de Église Saint-Nicolas-du-Chardonnet.

## Verering
Sint-Victor de belangrijkste patroon van de korenmolenaars. Hij wordt vaak in afbeelding met molenstenen of met een molen afgebeeld. In vele steden was het gilde van molenaars genoemd naar Sint-Victor en was Sint-Victorsdag, 21 juli, voor het molenaarsgilde een belangrijke feestdag.

## Patroonheilige
Sint Victor is de patroonheilige van Tallinn (de hoofdstad van Estland) en Marseille. Het Brugse Ambacht had ook Sint-Viktor als patroon. Zijn leven en martelaarschap worden gevierd in de scènes die zijn afgebeeld op het hoofdaltaar van de Sint-Nicolaaskerk te Tallinn en het Museum Hof van Busleyden te Mechelen.